# Raputia megalantha
Raputia megalantha är en vinruteväxtart som beskrevs av J.A. Kallunki. Raputia megalantha ingår i släktet Raputia och familjen vinruteväxter. Inga underarter finns listade i Catalogue of Life.